# Pomnik Ludwika Zamenhofa w Białymstoku

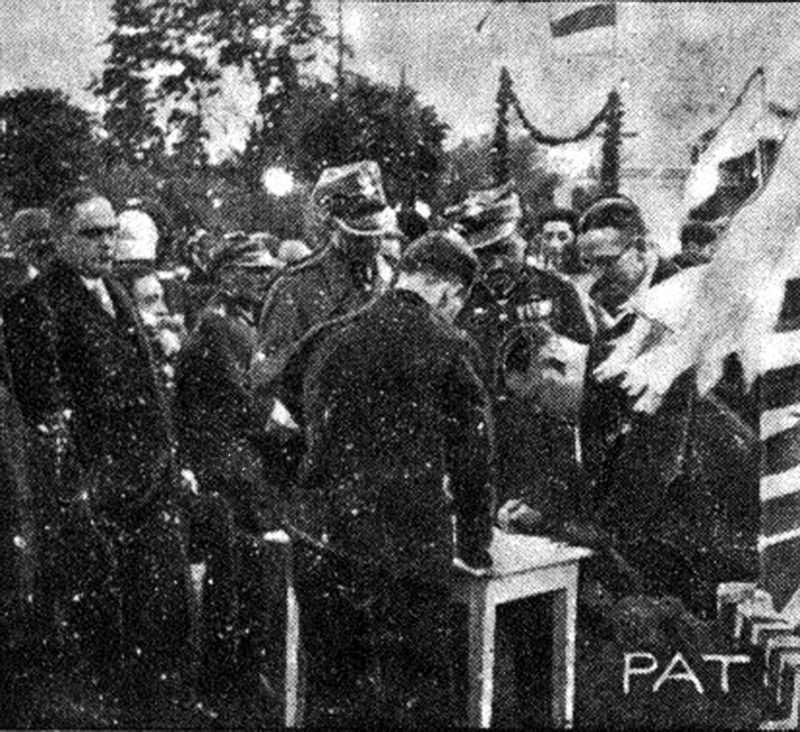
Uroczystość wmurowania kamienia węgielnego pod nigdy nie postawiony pomnik Zamenhofa w kształcie Wieży Babel na dzisiejszym Placu Katyńskim, 12 sierpnia 1931

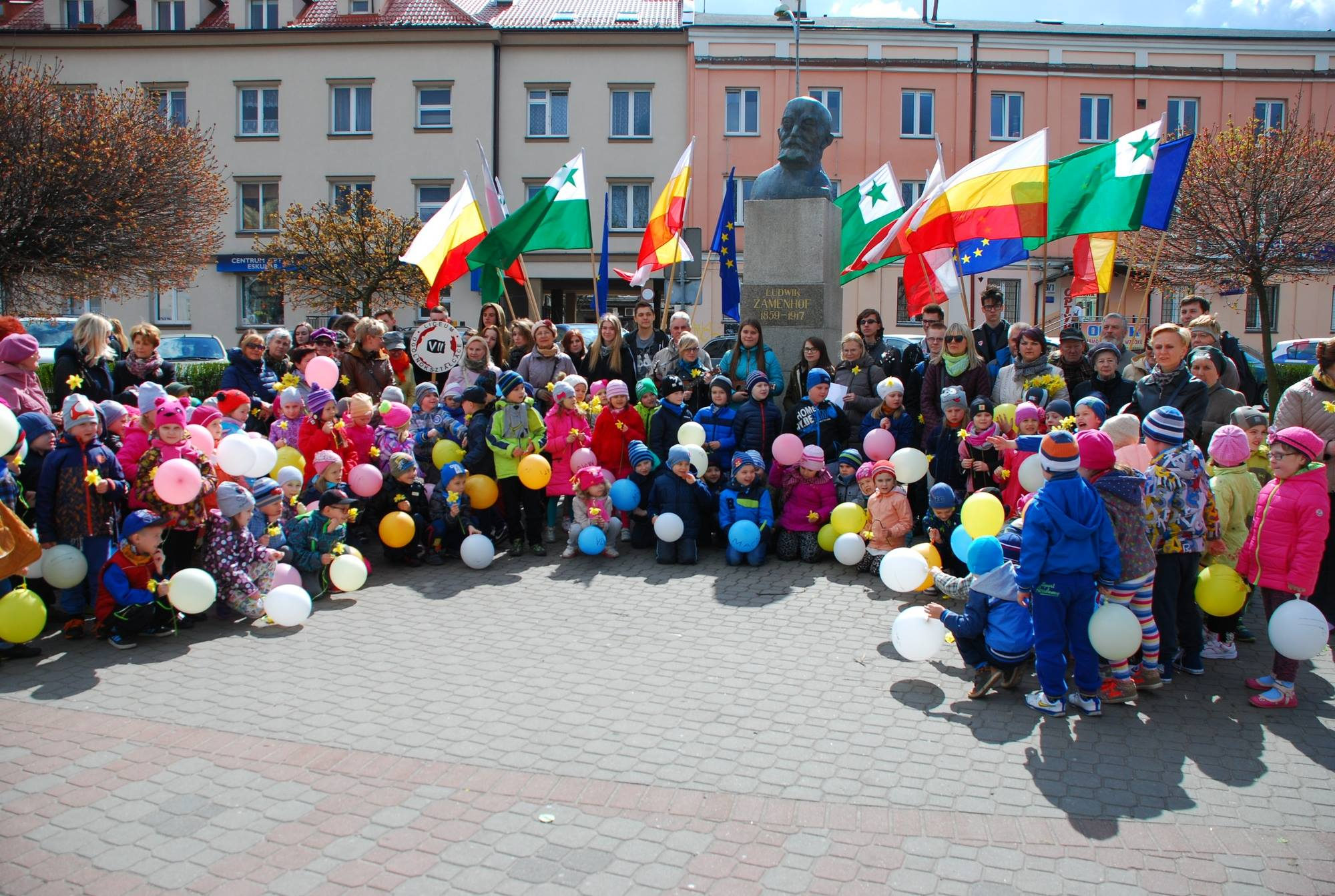
Spotkanie białostockich esperantystów pod pomnikiem w rocznicę śmierci Zamenhofa, 14 kwietnia 2015

Pomnik Ludwika Zamenhofa – pomnik w Białymstoku, umiejscowiony na terenie skweru pomiędzy ulicami Malmeda, Białówny i Spółdzielczą. W 2020 roku dla skweru została nadana nazwa - Skwer Pawła Bogdana Adamowicza.

## Postać twórcy esperanto
15 grudnia 1859 w Białymstoku przy ul. Zielonej 6 (obecnie ul. Zamenhofa) w rodzinie żydowskiej urodził się Ludwik Łazarz Zamenhof, właściwie Eliezer Lewi Samenhof (esp. Ludoviko Lazaro Zamenhof). Dzieciństwo Zamenhofa upłynęło w środowisku wielonarodowościowej społeczności Białegostoku, złożonej głównie z Żydów, Polaków, Rosjan i Niemców. W domu mówiono w jidysz, a drugim językiem był rosyjski natomiast na podwórku wśród kolegów mówiono po polsku. Uważał, że główną przyczyną nieporozumień i sporów między ludźmi jest bariera językowa. Jeden, wspólny język miał być rozwiązaniem, dlatego też dążył do stworzenia sztucznego międzynarodowego języka.
Po wieloletnich próbach stworzenia takiego języka w końcu w dniu 26 lipca 1887 roku, po dwóch latach szukania wydawcy, ukazała się rosyjskojęzyczna książka Język międzynarodowy. Przedmowa i podręcznik kompletny, pod pseudonimem Doktoro Esperanto, oznaczającym „mającego nadzieję doktora”. Słowo to przyjęło się z czasem jako nazwa samego języka. Wydanie książki możliwe było dzięki pomocy finansowej Aleksandra Silbernika – ojca Klary Silbernik, przyszłej żony Zamenhofa. W tym samym roku podręcznik został wydany po polsku, francusku, niemiecku i angielsku. Ludwik Zanenhof zm. 14 kwietnia 1917 w Warszawie, gdzie również został pochowany.

## Historia pomnika
W Białymstoku w latach 30. XX wieku podjęto próbę upamiętnienia twórcy esperanto Ludwika Zamenhofa. W dniu 12 sierpnia 1931 miała miejsce uroczystość wmurowania kamienia węgielnego pod budowę pomnika w kształcie Wieży Babel, który miał być usytuowany na obecnym Placu Katyńskim. Projekt nigdy nie został zrealizowany.
W latach 50. XX wieku podjęto kolejne próby postawienia pomnika. W dniu 6 sierpnia 1959 roku, w czasie sympozjum w Białymstoku uczestników odbywającego się w Warszawie 44. Światowego Kongresu Esperanto, wmurowano w fundament pomnika poświęconemu Ludwikowi Zamenhofowi akt erekcyjny. Autorem projektu był Stanisław Lisowski, według którego miała to być monumentalna figura Zamenhofa wykuta w białym granicie, stojąca na gwieździe wpisanej w koło. Projekt ze względów finansowych nigdy nie został zrealizowany.
W roku 1973 Jan Kucz wykonał popiersie mistrza i ustawił je na kolumnie. Pod popiersiem, na froncie kolumny, umieszczono tekst: „Ludwik Zamenhof 1859–1917”, a na popiersiu tekst w języku esperanto „Esperanto proksimigas naciojn” („Esperanto zbliża ludzi”).
Pomnik Ludwika Zamenhofa w Białymstoku jest jednym z punktów otwartego w czerwcu 2008 r. Szlaku Dziedzictwa Żydowskiego w Białymstoku opracowanego przez grupę doktorantów i studentów UwB – wolontariuszy Fundacji Uniwersytetu w Białymstoku. Obiekt ten zaznaczono również na otwartym w czerwcu 2009 roku przez firmę Landbrand Szlaku esperanto i wielu kultur.